# Зеддам
Зеддам (нід. Zeddam) — село в нідерландській провінції Гелдерланд. Входить до муніципалітету Монтферланд.
Його площа становить 3,64км², а населення станом на 2021 рік складало 2 645 осіб.
Перші згадки про населений пункт датуються першою половиною 12-го сторіччя. До 1821 року мало статус окремого муніципалітету.

## Галерея

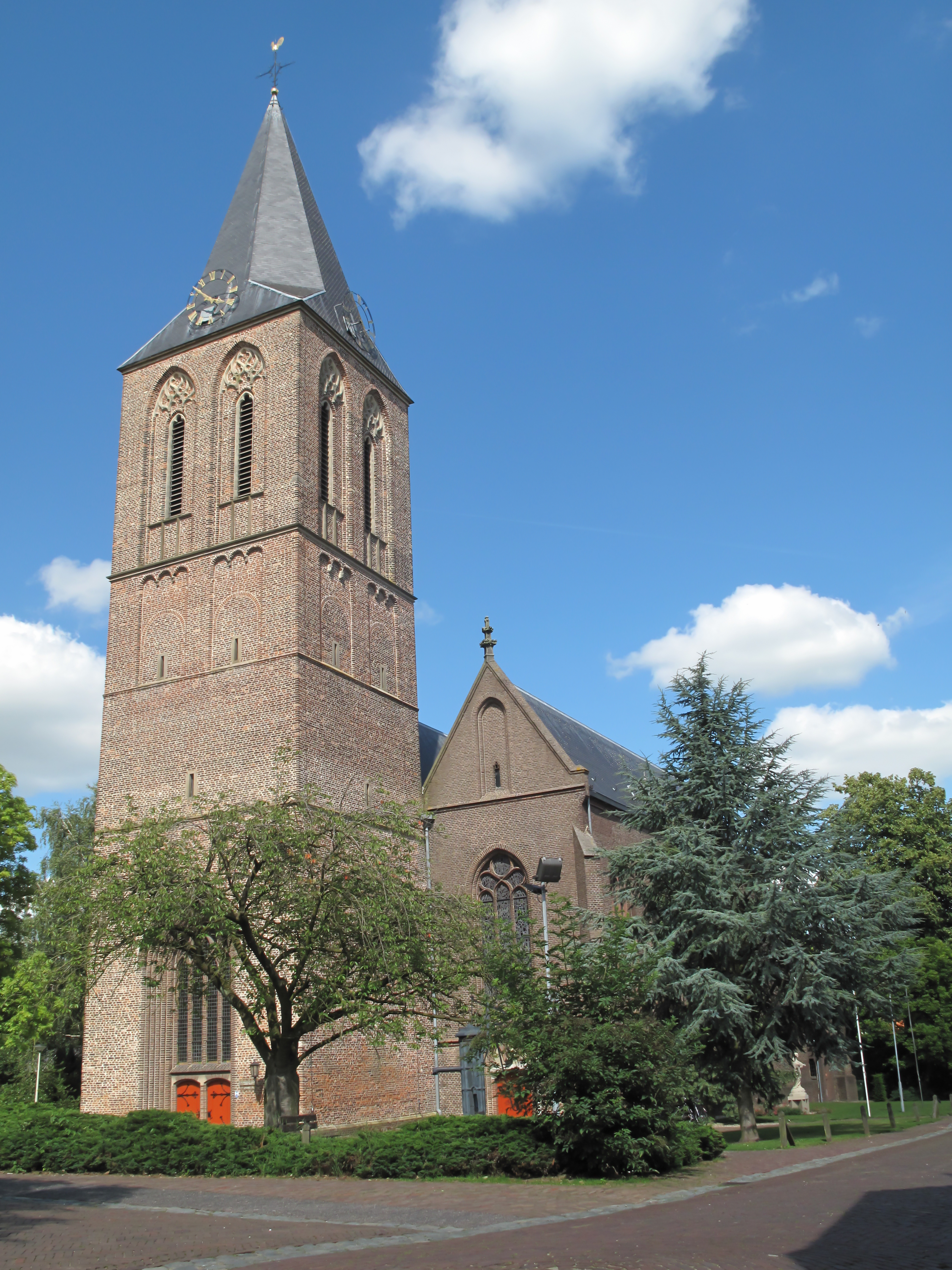
Церква св. Освалда
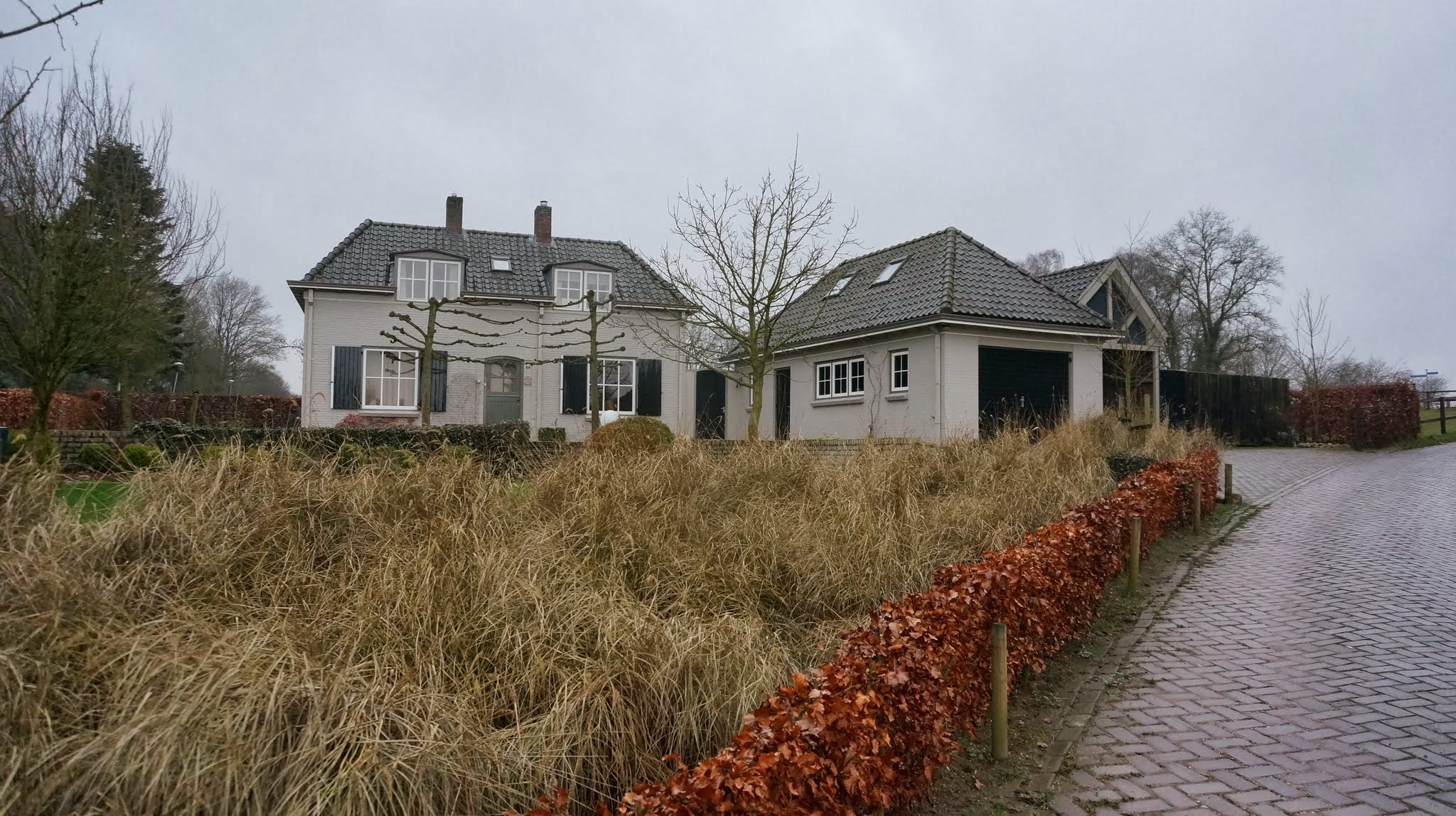
Будинок у Зеддамі
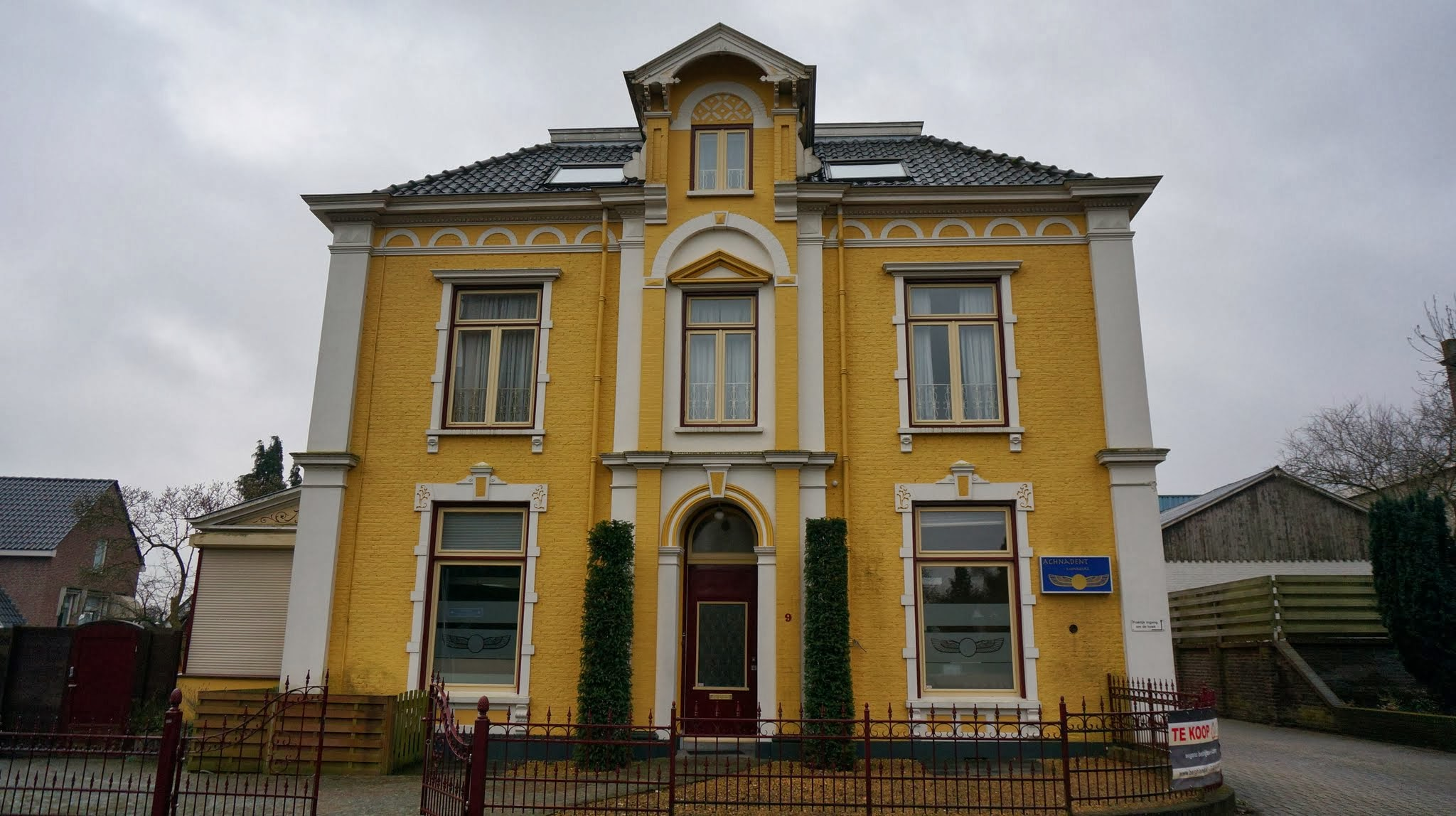
Вілля
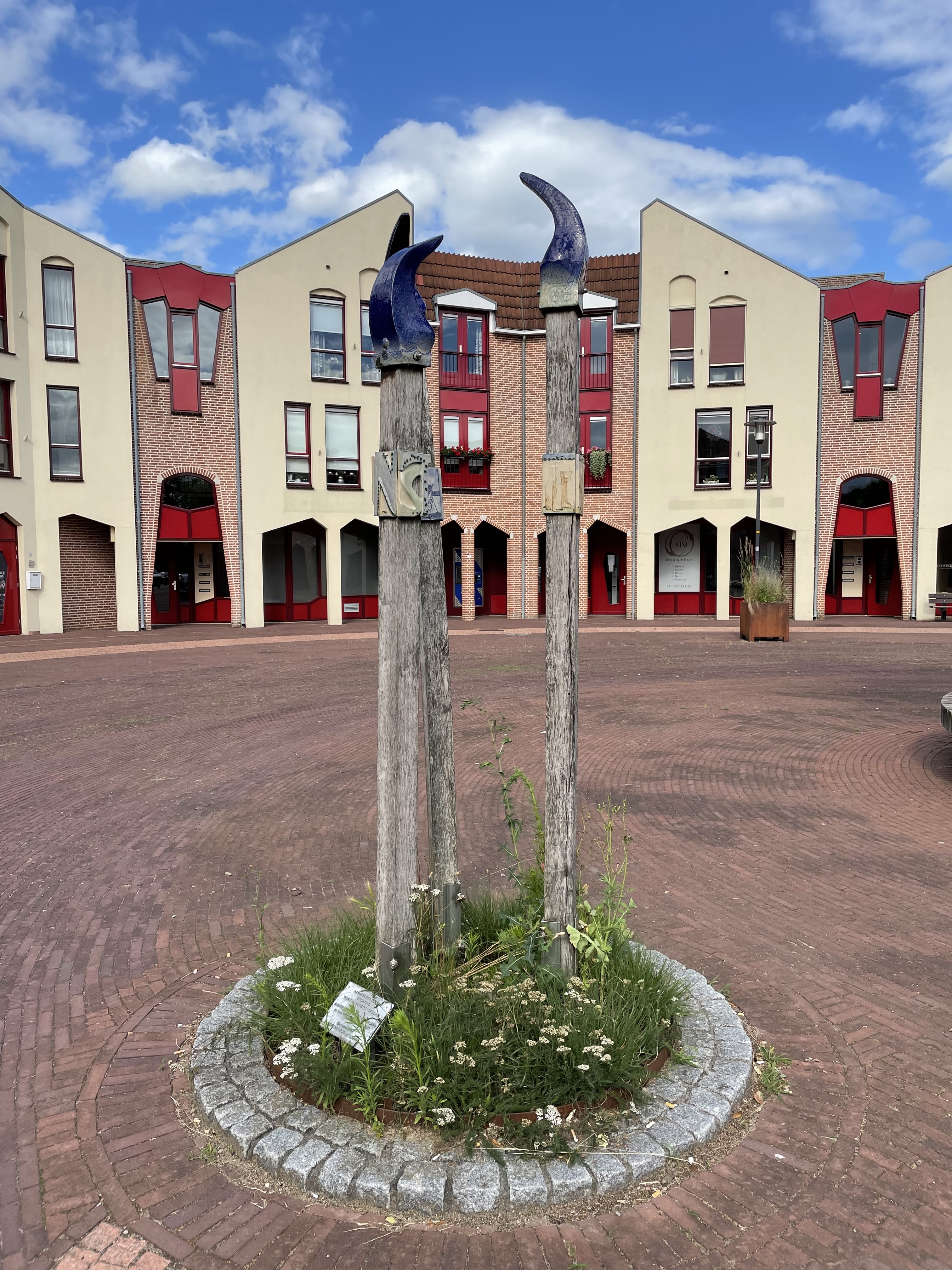